# ブルーズ・アンド・ロイヤルズ

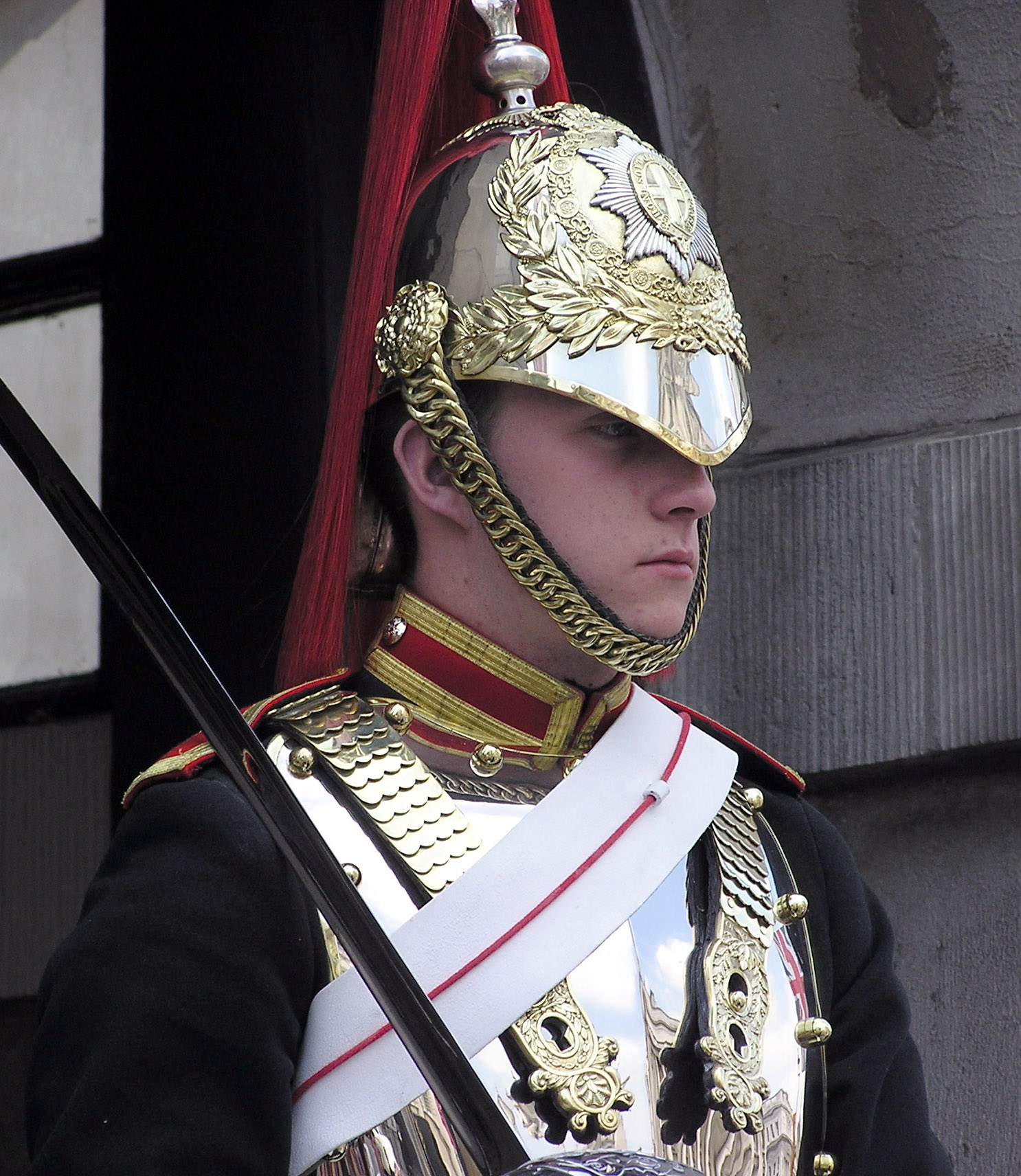
古式ゆかしいパレード用の装備をつけたブルーズ・アンド・ロイヤルズ連隊の騎手。ライフガーズ連隊とはジャケット（ブルーズ・アンド・ロイヤルズ連隊は紺、ライフガーズ連隊は赤）、ヘルメットの羽飾り（ブルーズ・アンド・ロイヤルズ連隊は赤、ライフガーズ連隊は白）などの色彩が異なる

ブルーズ・アンド・ロイヤルズ（The Blues and Royals,Royal Horse Guards and 1st Dragoonsは、ロイヤル・ホースガーズ（Royal Horse Guards）と第1ロイヤル竜騎兵（1st The Royal Dragoons）が統合されて出来た、イギリス (British Army) の騎兵連隊。“ブルーズ”は“ロイヤル・ホースガーズ”、“ロイヤルズ”は“第1ロイヤル竜騎兵”の通称であった。ライフガーズ 連隊(The Life Guards) とともに王室騎兵隊 (Household Cavalry:HHC) を構成する。

## 歴史

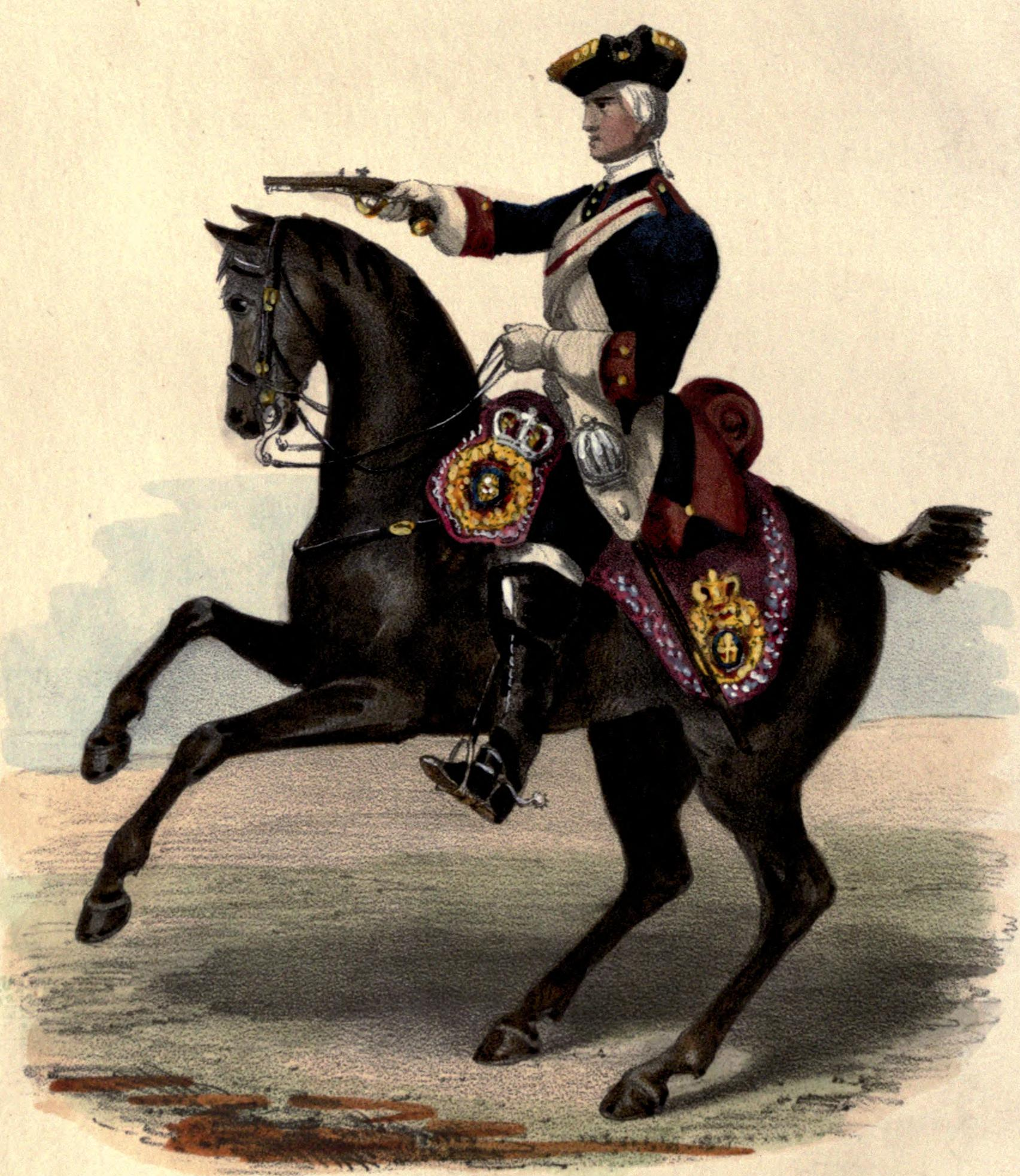
1742年の制服大改正時のロイヤル・ホースガーズ。

ロイヤル・ホースガーズ（Royal Horse Guards）は1650年にオリバー・クロムウェルが創設した胸甲騎兵連隊（Regiment of Cuirassiers）が1660年王政復古によりロイヤル・ホースガーズ連隊（Royal Regiment of Horse Guards）（連隊長の名前からオックスフォード伯連隊（Earl of Oxford's Regiment））となった。この時の制服の色からオックスフォードブルーズ(Oxford Blues)の通称が付く。この頃は第一騎馬隊とされていたが、1746年にロイヤル・ホースガーズ・ブルーズ(Royal Horse Guards Blues)と改名され、1821年王室騎兵隊（Household Cavalry）の一員となり、ロイヤル・ホースガーズ（通称ブルーズ）（Royal Horse Guards（Blues））となった。
第1ロイヤル竜騎兵連隊（1st The Royal Dragoons／通称 Royals）はタンジールへ派遣する、タンジール騎兵隊(Tangier Horse)として、1661年に旧王党派の兵士を集めて設立された。後に連隊に拡大され、1751年第1ロイヤル竜騎兵連隊（1st The Royal Dragoons）となった。
1969年、ロイヤル・ホースガーズと第1ロイヤル竜騎兵が統合されてブルーズ・アンド・ロイヤルズ（Blues and Royals）となった。

## 構成と任務

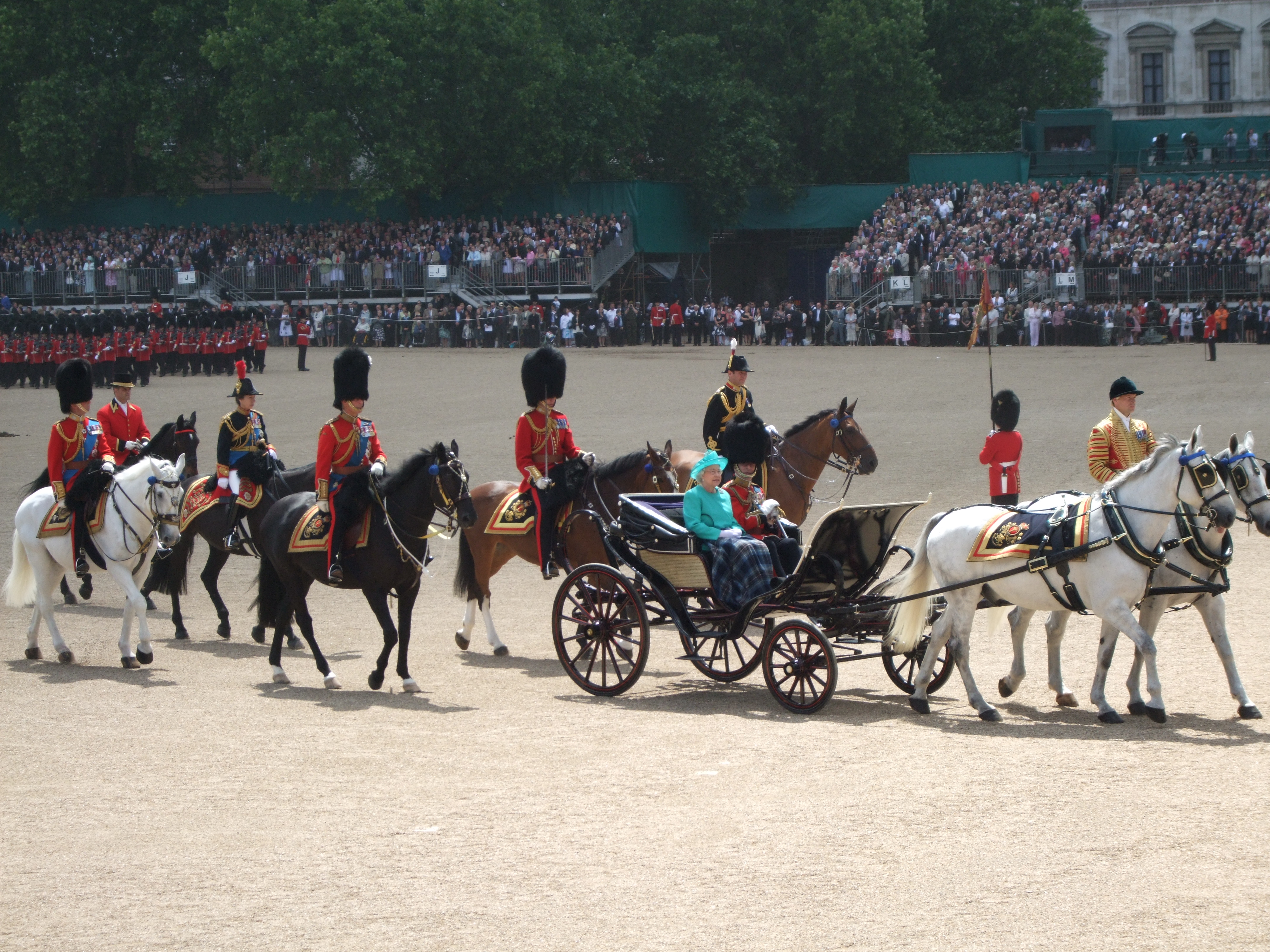
2008年のトゥルーピング・ザ・カラー。馬車に乗ったエリザベス女王の後にブルーズ・アンド・ロイヤルズの制服を着たアン王女（手前後から3人目）が従っている。

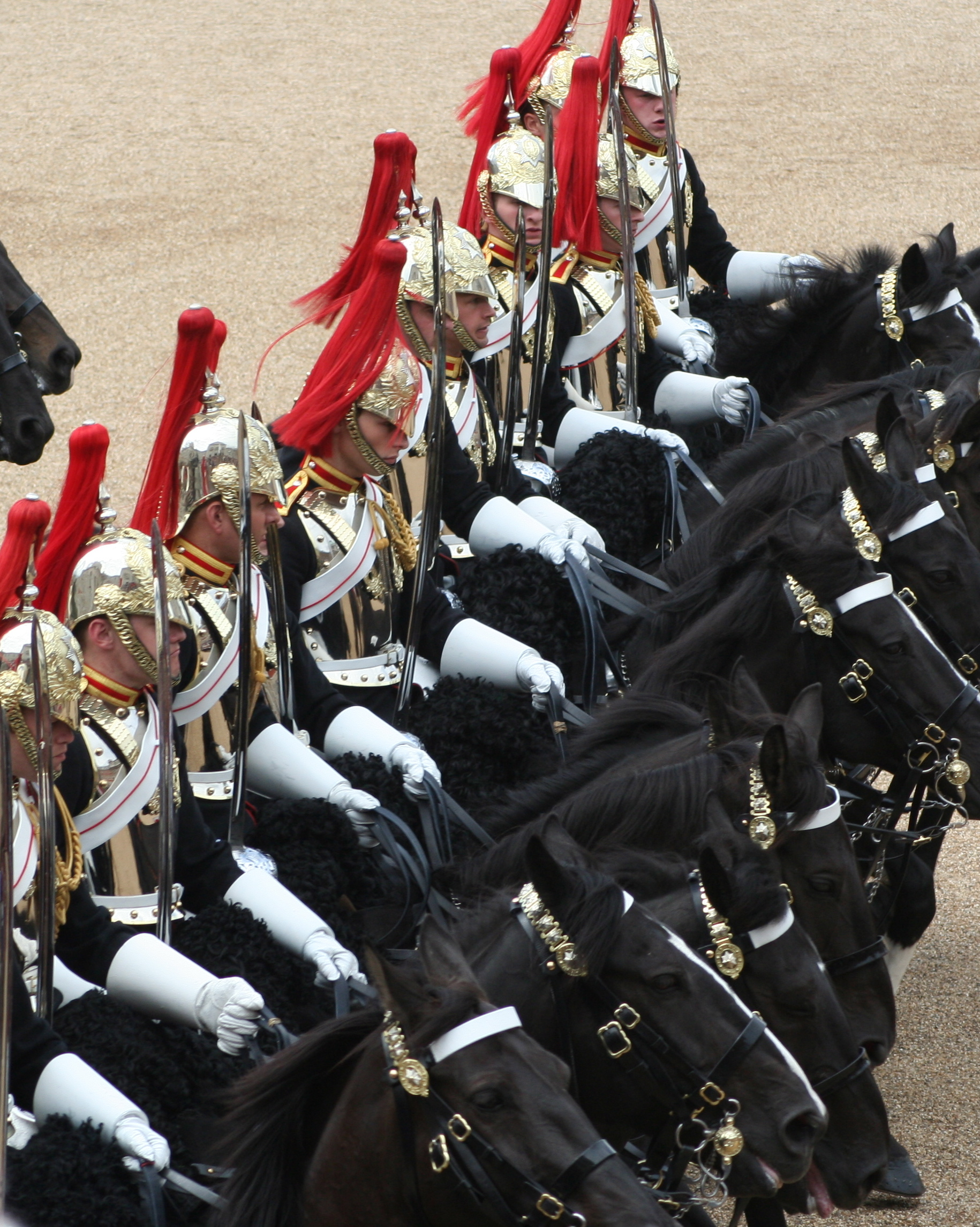
軍旗敬礼分列式のブルーズ・アンド・ロイヤルズ連隊。

連隊のカーネル・イン・チーフ（Colonel-in-Chief）には歴代君主が就任し、名誉職の連隊長は通常陸軍の将官が務めるが、1998年以降アン王女が連隊長を務めている。
当連隊は3個中隊編制で、2個中隊はライフガーズ連隊の2個中隊とともに王室騎兵連隊 (HCR:Household Cavalry Regiment) を構成し、FV107 シミター、パンサー CLV、ジャッカル・コヨーテなどの装甲戦闘車両をもちいて、第16航空強襲旅団を含む第3師団に対し装甲偵察能力を供給することを任務とし、残りの1個中隊は同じくライフガーズ連隊の1個中隊とともに王室騎兵乗馬連隊 (Household Cavalry Mounted Regiment) を構成し、おもに儀仗兵としての任務をおこなう。やや煩雑な編制であるが、これはイギリス陸軍の縮小後も各連隊の長く、そして独自の伝統を守るための措置である。また、王室騎兵隊自身が "The best of both world" と謳うように、戦闘任務と儀仗任務は連隊にとってどちらも最重要任務であり、どちらかの任務が「片手間」であるようなことは決してない。
ブルーズ・アンド・ロイヤルズ連隊は上記の通り機甲部隊の性格を持つが、王室騎兵隊自体が格式上は軍団と同格であるため、王室機甲軍団には形式上所属していない。
ライフガーズかブルーズ・アンド・ロイヤルズに勤務するためには、基本軍事教育（兵の場合は12週間）を受けた後、王室騎兵連隊要員は戦闘装甲車両操縦者の教育等を受ける。王室騎兵乗馬連隊要員は乗馬学校において16週間の乗馬教育を受ける。その後、ライフガーズ連隊かブルーズ・アンド・ロイヤルズ連隊に配属される。王室騎兵乗馬連隊として儀仗任務をしている騎兵であっても2年間勤務した後は一旦、儀仗任務を離れ、戦闘装甲車両の教育を受けて装甲偵察任務に就かなければならない。英国では真の騎兵隊員は乗馬と装甲偵察の両方の任務について精通しなければならないと考えられているからである。
王室騎兵隊の名称は形式のみのものではなく、現在においても王室の護衛はきわめて重要な任務であり、ウィンザー城またはバッキンガム宮殿に危険な事態が生じた場合は、いつでも緊急出動がとれる体制が整えられている。実際、ウインザー城火災の際にはブルーズ・アンド・ロイヤルズ連隊の部隊も消火活動の支援にあたっている。

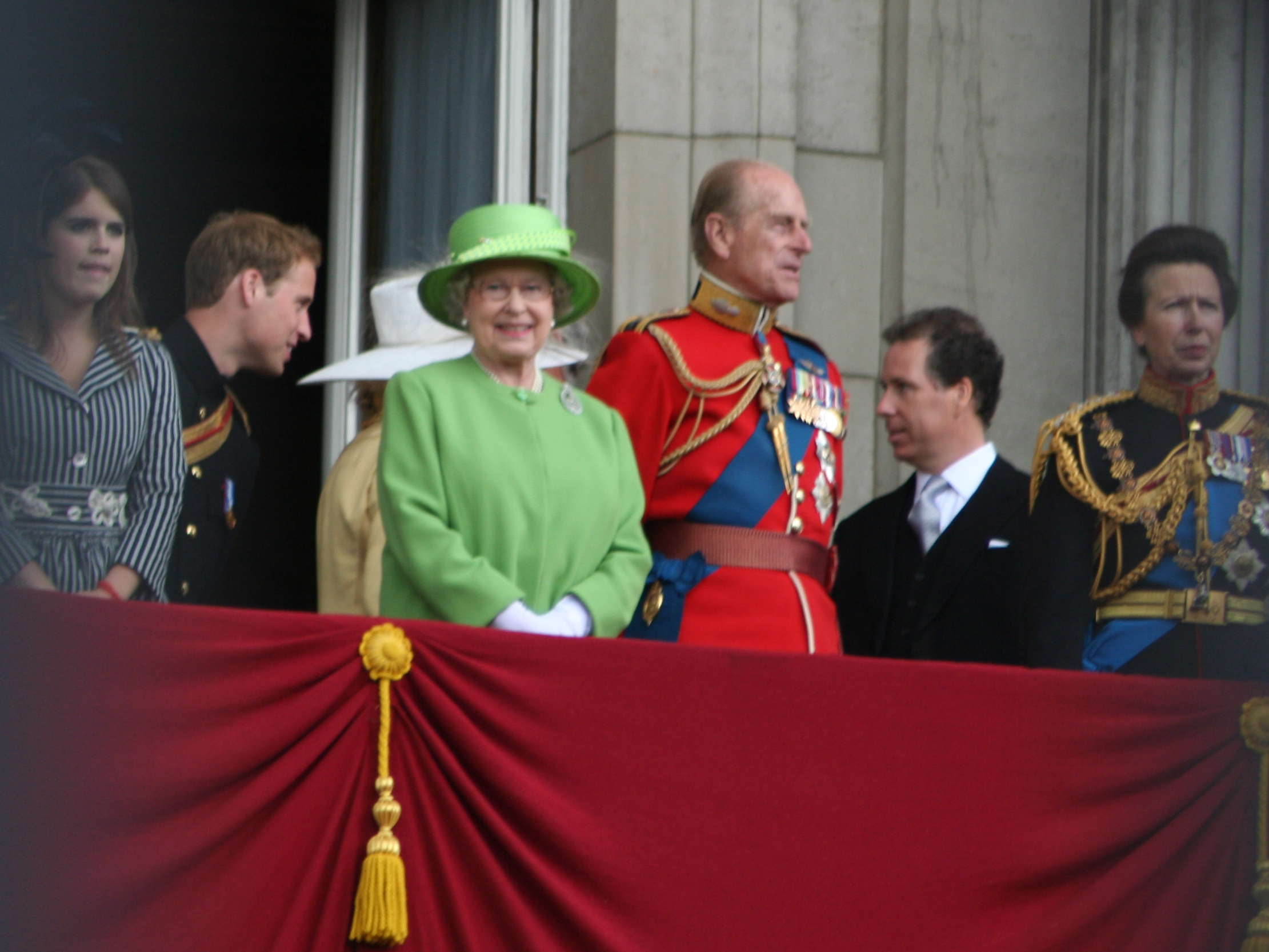
軍旗敬礼分列式のロイヤルファミリー。カーネル・イン・チーフのエリザベス2世（黄緑色の服）。連隊長のアン王女（向かって右端）とウィリアム王子（向かって左後方で横を向いている人物）はブルーズ・アンド・ロイヤルズ連隊の制服を着ている。
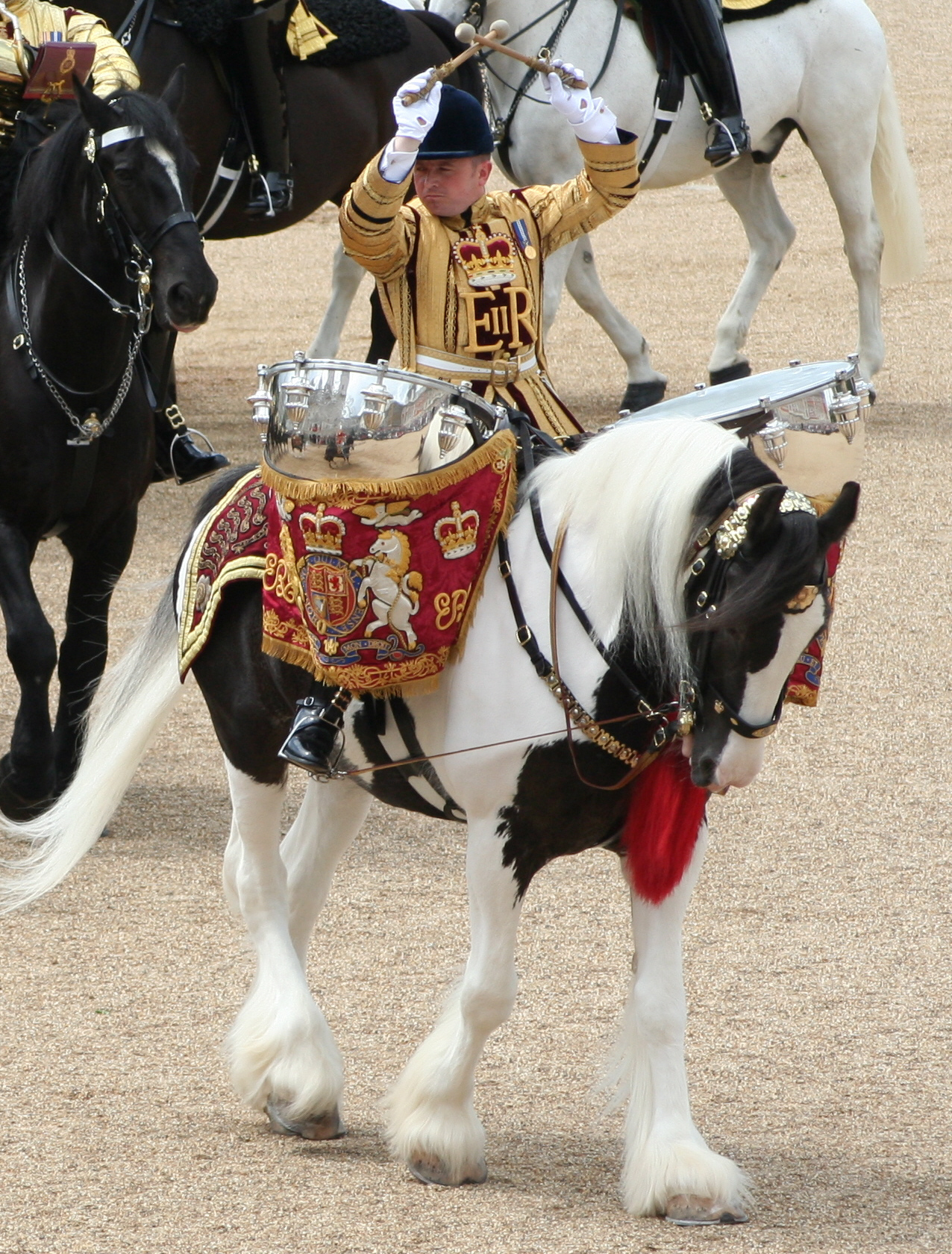
軍旗敬礼分列式のブルーズ・アンド・ロイヤルズ連隊ドラム手。

## 階級
王室騎兵隊には軍曹がおらず、下士官はすべて伍長であるなど他のイギリス軍部隊とは異なる階級呼称と階級章を用いることで知られている。なお、王室騎兵隊の下士官がすべて伍長であるのは、serjeant（sergeantの古名、軍曹の意）が召使という意味を含むことから、全員がジェントリの出身者であった王室騎兵隊の下士官にはその名称がふさわしくないとされた伝統を引き継ぐ、あくまでも名称のみのものであって、連隊先任伍長 (Regimental Corporal Major) が1等准尉相当格であるなど、実際の階級はその職責に見合ったものとなっている。またライフガーズ連隊にもない独自の階級呼称としてブルーズ・アンド・ロイヤルズ連隊では少尉に対しコルネッツ(Cornet)の呼称を用いる。
サンドハースト王立陸軍士官学校を卒業したヘンリー王子がブルーズ・アンド・ロイヤルズ連隊に配属され、FV107 シミターの小隊長を務めている。